# 阿久和南
阿久和南（あくわみなみ）は、神奈川県横浜市瀬谷区の地名。現行行政地名は阿久和南一丁目から阿久和南四丁目。住居表示未実施区域。
阿久和地区の一部である。

## 地理
瀬谷区の南部に位置し、北西に阿久和西四丁目、北東に阿久和東四丁目と旭区善部町、東と南東に泉区新橋町、南西と西に泉区和泉町と接している。

### 地名の由来
阿久和町の南部に位置することから阿久和南が採用された。

## 歴史
- 1997年（平成9年）8月4日 - 町界町名地番整理事業の施行に伴い、阿久和町の一部を分離し、阿久和南一丁目と二丁目を新設[6]。
- 1998年（平成10年）8月3日 - 町界町名地番整理事業の施行に伴い、阿久和町の残部から、阿久和南三丁目と四丁目を新設し、阿久和町は廃止となる[6]。

### 町名の変遷
| 実施後         | 実施年月日               | 実施前（各町名ともその一部） |
| -------------- | ------------------------ | ---------------------------- |
| 阿久和南一丁目 | 1997年（平成9年）8月4日  | 阿久和町（一部）             |
| 阿久和南二丁目 | 1997年（平成9年）8月4日  | 阿久和町（一部）             |
| 阿久和南三丁目 | 1998年（平成10年）8月3日 | 阿久和町（一部）             |
| 阿久和南四丁目 | 1998年（平成10年）8月3日 | 阿久和町（一部）             |

## 世帯数と人口
2025年（令和7年）6月30日現在（横浜市発表）の世帯数と人口は以下の通りである。
| 丁目           | 世帯数    | 人口    |
| -------------- | --------- | ------- |
| 阿久和南一丁目 | 200世帯   | 392人   |
| 阿久和南二丁目 | 478世帯   | 1,078人 |
| 阿久和南三丁目 | 270世帯   | 521人   |
| 阿久和南四丁目 | 1,650世帯 | 3,023人 |
| 計             | 2,598世帯 | 5,014人 |

### 人口の変遷
国勢調査による人口の推移。
| 年                 | 人口  |
| ------------------ | ----- |
| 2000年（平成12年） | 6,675 |
| 2005年（平成17年） | 6,519 |
| 2010年（平成22年） | 6,277 |
| 2015年（平成27年） | 5,775 |
| 2020年（令和2年）  | 5,532 |

### 世帯数の変遷
国勢調査による世帯数の推移。
| 年                 | 世帯数 |
| ------------------ | ------ |
| 2000年（平成12年） | 1,991  |
| 2005年（平成17年） | 2,080  |
| 2010年（平成22年） | 2,113  |
| 2015年（平成27年） | 2,137  |
| 2020年（令和2年）  | 2,152  |

## 学区
市立小・中学校に通う場合、学区は以下の通りとなる（2024年11月時点）。
| 丁目           | 番・番地等                                            | 小学校                 | 中学校                 |
| -------------- | ----------------------------------------------------- | ---------------------- | ---------------------- |
| 阿久和南一丁目 | 32番地 36番地                                         | 横浜市立新橋小学校     | 横浜市立岡津中学校     |
| 阿久和南一丁目 | 1〜31番地 33〜35番地 37番地 38番地                    | 横浜市立原小学校       | 横浜市立原中学校       |
| 阿久和南二丁目 | 全域                                                  | 横浜市立原小学校       | 横浜市立原中学校       |
| 阿久和南三丁目 | 1〜15番地 17〜22番地 31番地                           | 横浜市立原小学校       | 横浜市立原中学校       |
| 阿久和南三丁目 | 16番地 23〜30番地 32番地〜38番地の3 38番地の5〜40番地 | 横浜市立新橋小学校     | 横浜市立岡津中学校     |
| 阿久和南三丁目 | 38番地の4                                             | 横浜市立新橋小学校     | 横浜市立いずみ野中学校 |
| 阿久和南四丁目 | 8番地 9番地 11番地                                    | 横浜市立いずみ野小学校 | 横浜市立いずみ野中学校 |
| 阿久和南四丁目 | 1〜7番地 10番地 12〜20番地                            | 横浜市立原小学校       | 横浜市立原中学校       |

## 事業所
2021年（令和3年）現在の経済センサス調査による事業所数と従業員数は以下の通りである。
| 丁目           | 事業所数  | 従業員数 |
| -------------- | --------- | -------- |
| 阿久和南一丁目 | 32事業所  | 601人    |
| 阿久和南二丁目 | 43事業所  | 807人    |
| 阿久和南三丁目 | 48事業所  | 701人    |
| 阿久和南四丁目 | 57事業所  | 703人    |
| 計             | 180事業所 | 2,812人  |

### 事業者数の変遷
経済センサスによる事業所数の推移。
| 年                 | 事業者数 |
| ------------------ | -------- |
| 2016年（平成28年） | 168      |
| 2021年（令和3年）  | 180      |

### 従業員数の変遷
経済センサスによる従業員数の推移。
| 年                 | 従業員数 |
| ------------------ | -------- |
| 2016年（平成28年） | 2,243    |
| 2021年（令和3年）  | 2,812    |

## 交通

### 鉄道
地区内を東海道新幹線が通過しているものの、鉄道駅は無い。最寄りの駅は以下の通り。
- 相模鉄道
  - 本線
    - 希望ヶ丘駅(旭区)※1丁目北部、2丁目北東部の最寄り駅

  - いずみ野線
    - 弥生台駅(泉区)※1丁目南部、2丁目南東部、3丁目東部の最寄り駅
    - いずみ野駅(泉区)※2・3丁目西部、4丁目全域の最寄り駅

その他にも神奈中バスで三ツ境駅やJR東日本戸塚駅(戸塚区)へのアクセスも可能である。

### 道路
- 神奈川県道401号瀬谷柏尾線
- 神奈川県道402号阿久和鎌倉線

## 施設
- 横浜隼人中学校・高等学校
- 横浜市立阿久和小学校
- 横浜隼人幼稚園[15]
- みなみ幼稚園
- 横浜市阿久和地区センター

## 名所・旧跡等
- 大久保原遺跡

## その他

### 日本郵便
- 郵便番号 : 246-0026[3]（集配局：瀬谷郵便局[16]）

### 警察
町内の警察の管轄区域は以下の通りである。
| 町丁           | 番地等 | 警察署     | 交番・駐在所 |
| -------------- | ------ | ---------- | ------------ |
| 阿久和南一丁目 | 全域   | 瀬谷警察署 | 阿久和町交番 |
| 阿久和南二丁目 | 全域   | 瀬谷警察署 | 阿久和町交番 |
| 阿久和南三丁目 | 全域   | 瀬谷警察署 | 阿久和町交番 |
| 阿久和南四丁目 | 全域   | 瀬谷警察署 | 阿久和町交番 |